# Peter Lund Koefoed
Peter Lund Koefoed (født 8. april 1862, død 16. juni 1946) var en dansk gårdejer, senere rentier og politiker.
Koefoed var søn af købmand H.C. Koefoed og hustru f. Lund. Han var næstformand i Bornholms landøkonomiske Forening, formand for Svineavlscentrenes 3. distriktsudvalg og for De Bornholmske Jernbaneselskaber, vurderingsmand for Bornholms østre Skyldkreds fra 1903, medlem af bestyrelserne for sparekassen i Aakirkeby og Bornholms Plejehjemsforening samt formand for Bornholms Brandforsikringsselskab. Han var Landstingsmand for Bornholm (fra Venstrereformpartiet) fra 1906 til 1914.
Han var gift med Sophie Louise f. Koefoed, f. 7. september på Langemyregaard, Åker Sogn.